# Усенко, Людмила Николаевна
Людмила Николаевна Усенко (род. 1 августа 1948, Ростов-на-Дону) — советский и российский учёный в области экономики сельского хозяйства, доктор экономических наук (2000), член-корреспондент РАН.

## Биография
Родилась в Ростове-на-Дону 1 сентября 1948 года.
С 1966 по 1971 обучалась в Ростовском государственном университете по специальности «Экономическая кибернетика».
В 1981 защитила кандидатскую диссертацию по теме «Экономическая эффективность использования основных производственных фондов в агропромышленных объединениях на примере Ростовской области». Специальность — Экономика и управление народным хозяйством (промышленность и сельское хозяйство).
В 2000 году защитила докторскую диссертацию на тему «Интеграционные процессы в плодоовощном подкомплексе в условиях рынка».
Ведёт научную и педагогическую работу в Ростовском государственном экономическом университете.
Автор нескольких монографий и учебников по экономике аграрно-промышленного комплекса.
Председатель Ростовского отделения Вольного экономического общества
2 июня 2022 года избрана членом-корреспондентом РАН по специальности «Экономика сельского хозяйства».